# 汲冢琐语
《汲冢琐语》是西晋太康年间在汲郡魏襄王墓出土整理的战国竹简“汲冢书”的一部分，同一批的还有《竹书纪年》、《穆天子传》等。原书为蝌蚪文书写，故亦称“古文琐语”，共十一篇，至今已失传而仅有辑佚本。该书为战国初期志怪小说集，《晋书·束皙传》认为该书是“诸国卜梦妖怪相书也”。从书中多记晋国史事来看，作者可能是三家分晋前后的晋国史官。综合来看，这部书所记偏于异说怪语、奇闻轶事、宫廷讳密，虽然书中人物皆为历史实有但事迹多不必进入正史，可满足人们的好奇心。而在当时，卜梦占筮、预测吉凶、神灵怪异等，自然会在这类记述中占有较大比重。